# 캠퍼스

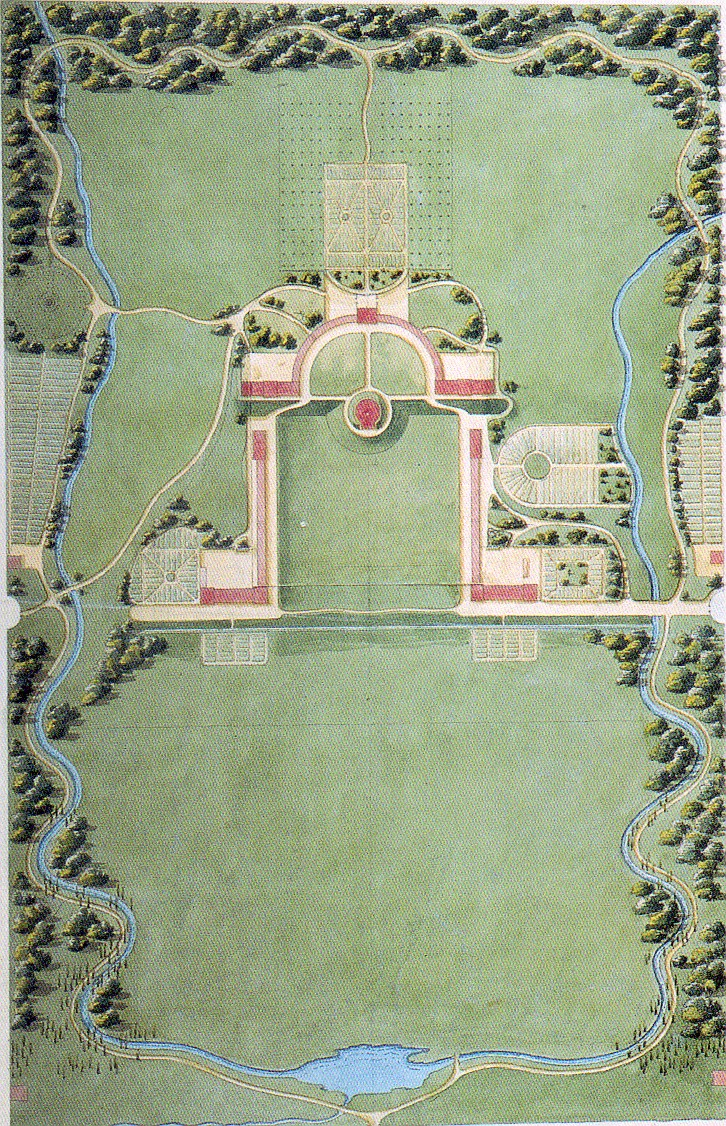
Joseph Jacques Ramée의 뉴욕 스케넥터디 유니언 칼리지의 초안. 이 칼리지는 미국에서 처음으로 포괄적으로 계획된 캠퍼스이다.

캠퍼스(영어: campus)는 전통적으로 단과대학이나 대학 및 관련 기관 건물들이 위치한 부지를 가리킨다. 들판(field)을 뜻하는 라틴어 campus에서 유래되었다. 일반적으로 캠퍼스에는 도서관, 강의실, 기숙사, 공원 같은 환경이 조성되어 있으며, 현재 캠퍼스는 교육용이든 교육용이 아니든 간에 해당 기관에 속한 건물들을 통틀어 부른다.
캠퍼스라는 명칭은 뉴저지 칼리지(現 프린스턴 대학교)가 특정한 도심 공간을 나타내기 위하여 18세기 초부터 수십 년에 이르는 기간 동안에 처음 채택하였다. 그 후 다른 미국 단과대학들 몇 군데에서도 학교 소속 기관의 각 필드(field)를 나타내기 위하여 이 용어를 받아들였으나 당시의 '캠퍼스(campus)'는 대학교 재산 전반을 뜻하지 않았으며, 학교는 캠퍼스라 불리는 하나의 공간, 필드와 야드(yard)라 불리는 다른 장소를 소유하기도 하였다.
20세기 들어 캠퍼스는 대학기관 재산 전반을 포함하는 데까지 의미가 확장되으나, 일부 지역에서는 1950년대에 이르기까지 이전의 뜻이 적용되기도 하였다. 또, 여러 건물과 더불어 회사 사무 건물이 있는 지역을 캠퍼스라 부르기도 한다. 워싱턴주 레드먼드의 마이크로소프트 캠퍼스뿐만 아니라 병원에서도 이 용어를 소속 시설물이 있는 위치로 나타내고 있다. '캠퍼스'라는 용어는 유럽의 대학교에까지 쓰이게 되었으나 대개 이러한 기관들은 건물들이 위치한 공원 같은 잔디밭이 아닌, 도심 환경에서 각 건물의 재산을 가리키는 용어로 자리매김하였다.

## 같이 보기
- 위성 캠퍼스(영어판)